# It's Not Over...The Hits So Far
It's Not Over...The Hits So Far è la prima raccolta del gruppo musicale statunitense Daughtry, pubblicato il 12 febbraio 2016.

## Tracce
Edizione standard
1. It's Not Over – 3:35
2. Home – 4:15
3. Over You – 3:26
4. What About Now – 4:11
5. Feels Like Tonight – 4:00
6. No Surprise – 4:30
7. September – 4:03
8. Life After You – 3:27
9. Crawling Back to You – 3:45
10. Waiting for Superman – 4:27
11. Long Live Rock & Roll – 3:36
12. Torches – 3:32
13. Go Down – 3:25

Acoustic Live 2015 - Edizione Deluxe Wal-Mart (Disco 2)
1. Baptized – 4:04
2. Crawling Back to You – 3:41
3. Crazy – 3:27
4. Tennessee Line – 4:25
5. It's Not Over – 3:42
6. Life After You – 3:58
7. Who's They – 5:01
8. Gone Too Soon – 4:02
9. September – 4:05
10. Home – 4:25
11. Waiting for Superman – 5:00
12. 18 Years – 4:58